# 種子島源兵衞
種子島 源兵衞（たねがしま げんべえ、旧姓・川崎、旧名・豊治郎、1869年4月22日〈明治2年3月11日〉 - 没年不明）は、日本の醸造家、実業家。泉醤油社長。族籍は大阪府平民。

## 経歴
大阪府平民・川崎潮平の長男。1878年9月に先代源一の養子となり、1880年に家督を相続、1893年9月に旧名・豊治郎を改める。
身を実業界に投じ、1912年に有志と謀り醤油醸造業を開始し、泉醤油株式会社を起こし、推されて社長となり傍ら貝塚織物、川崎肥料の監査役を兼ねる。東洋商工、貝塚紡績各取締役をつとめる。

## 人物
貝塚実業界の第一人者であった。趣味は読書、囲碁、抹茶、謡曲、旅行。宗教は浄土宗。住所は大阪府泉南郡貝塚町北（現・貝塚市）。

## 家族・親族
種子島家
種子島家は大阪府下貝塚町土着の商家で代々「近江屋」と称し、酒・醤油の醸造で知られる。
- 養父・源一[1][5]
- 養母・あい（1856年 - ?、京都、川島平兵衛の妹）[4][5]
- 姉、妹[4]
- 妻・なか（1871年 - ?）[1]
- 長男・源三（1901年 - ?、泉醤油社長、日本絹靴下代表取締役） - 1939年、家督を相続する[8]。宗教は浄土宗[8]。
  - 同妻・順子（1903年 - ?、兵庫、大塚茂十郎の二女）[8]
  - 同長男[6]
- 四女[6]
- 孫[8]